# Челич, Макс
Макс Юрай Челич (хорв. Maks Juraj Čelić; род. 8 марта 1996, Загреб) — хорватский футболист, защитник клуба «Вараждин».

## Клубная карьера
Воспитанник загребского «Динамо», за юношеские команды, которого выступал до 30 августа 2010 года, а также в период с 19 января по 2 сентября 2011 года. После этого выступал в Хорватии за юношеские (U-17) и юниорские (U-19) команды «Загреб», «ХАШК», «Интер (Запрешич)» и «Вараждин». 7 ноября 2014 перешел в «Дуйсбург», но выступал исключительно за юниорскую (U-19) команду. В юниорской Бундеслиге сыграл 13 матчей. Однако закрепиться в команде не смог и 1 июля 2015 покинул «Дуйсбург».
С 12 по 22 февраля 2016 находился на контракте в «ХАШК». После чего перебрался в «Вараждин». У взрослых футболе дебютировал 21 сентября 2016 в проигранном (2:4, серия послематчевых пенальти) поединка Кубка Хорватии против «Славена (Копривница)». Макс вышел на поле в стартовом составе и отыграл весь матч. Во Второй лиге Хорватии дебютировал 16 сентября 2017 в победном (2:0) домашнем поединке 6-в тура против «Динамо II» (Загреб). Челич вышел на поле в стартовом составе и отыграл весь матч, а на 42-й минуте отличился дебютным голом в профессиональном футболе. В команде провел более ва сезона, за это время сыграл 43 матча во Второй лиге (2 гола) и 5 поединков в Кубке Хорватии.
1 июля 2019 усилил «Горица». В Первой лиге Хорватии дебютировал 20 июля 2019 в ничейном (1:1) домашнем поединке 1-о тура против «Интера». Макс вышел на поле в стартовом составе и отыграл весь матч. В команде провел один сезон, за это время сыграл 8 матчей в Первой лиге и 1 матч в кубке.
22 августа 2020 свободным агентом перебрался в «Львов», с которым подписал 3-летний контракт.
В 2021 году, став свободным агентом, перебрался в «Вараждин».

## Достижения
«Вараждин»
- Вторая лига Хорватии
  - Чемпион: 2018/19
  - Серебряный призер: 2017/18

«Горица»
- ARENA CUP
  - Обладатель: 2020